# Jorge Lombardi
Jorge Lombardi, es un arquitecto argentino nacido en La Plata en 1941 activo militante de la Unión Cívica Radical y fue vicerrector de la Universidad Nacional de La Plata y decano de la Facultad de Arquitectura y Urbanismo.

## Trayectoria académica
En una larga y comprometida trayectoria académica en la Universidad Nacional de La Plata se destaca haber sido Decano Normalizador de la Facultad de Arquitectura y Urbanismo (1983/86), posteriormente al realizarse concursos de profesores en 1991 obtiene la Cátedra de Procesos Constructivos y se realizan las primeras elecciones de claustros. Asume como vicerrector normalizador de la UNLP (1984/86) y simultáneamente integra el Consejo Superior de la UNLP como Decano de la FAU. De 1986 a 1989 es elegido decano de la Facultad de Arquitectura y Urbanismo. Fue secretario de Investigación de la misma facultad (1995/98).
En docencia universitaria de pregrado obtuvo por concurso el cargo de Profesor Titular Ordinario con dedicación exclusiva en la cátedra Taller Vertical de Procesos Constructivos 1 a 3 de la FAU-UNLP, cargo que renovó en periódicos concursos hasta su jubilación en 2006. Docentes y alumnos inician el pedido al Consejo Superior de un reconocimiento por su compromiso académico y es así que se lo nombra Profesor Emérito de la UNLP.
Creó la Maestría en Tecnología de la Arquitectura, que reúne a los mejores arquitectos e ingenieros de las áreas tecnológicas  en la formación de arquitectos. La carrera se dicta en la Facultad de Arquitectura y Diseño de la Universidad Nacional de Asunción en Paraguay.
Fue director de la Unidad de Investigación N°3 del Instituto de Estudios del Hábitat de 1985 a 2009. En 2009 se reorganiza el área investigación y crea el Laboratorio de Tecnología y Gestión Habitacional en la Facultad de
Arquitectura y Urbanismo. Luego de su jubilación asume como director el arq. Gustavo Cremaschi.
El 2009 se integró como miembro fundador del Doctorado de Arquitectura de la Facultad de Arquitectura y Urbanismo de la Universidad Nacional de La Plata. Además fue miembro fundador de la Red Regional de Tecnología de Facultades de Arquitectura del ARQUISUR.